# 三朝温泉・はわい温泉直行かにバス
三朝温泉・はわい温泉直行かにバス（みささおんせん・はわいおんせんちょっこうかにバス）は岡山県倉敷市・岡山市と鳥取県東伯郡三朝町・湯梨浜町を結ぶ貸切運行のツアーバスである。
毎年、冬のみ3往復運行されている。
全便座席指定制のため、乗車には予約が必要。

## 運行会社
- シモデンツアーサービス
  - 管理部（興除車庫）が3往復を担当。
- 三朝温泉・はわい温泉での乗車申込み（予約）・運行支援業務は日本交通倉吉営業所が担当。

## 停車停留所
▼…下り（三朝温泉・はわい温泉行）は乗車のみ、上り（岡山・倉敷・児島行）は降車のみの扱い
▲・△…上り（岡山・倉敷・児島行）は乗車のみ、下り（三朝温泉・はわい温泉行）は降車のみの扱い（白は一部便のみ運行）
| 停車停留所名                       | 停留所所在地 | 停留所所在地   |   | 備考                                               |
| ---------------------------------- | ------------ | -------------- | - | -------------------------------------------------- |
| 児島駅                             | 岡山県       | 倉敷市         | ▼ |                                                    |
| 倉敷駅前西ビル南側                 | 岡山県       | 倉敷市         | ▼ |                                                    |
| 瀬戸大橋温泉                       | 岡山県       | 倉敷市         | ▼ |                                                    |
| 岡山（林原駐車場）                 | 岡山県       | 岡山市         | ▼ |                                                    |
| 津高（シモデン津高駐車場）         | 岡山県       | 岡山市         | ▼ |                                                    |
| 三朝温泉口（三朝ロイヤルホテル前） | 鳥取県       | 東伯郡三朝町   | ▲ |                                                    |
| 大学病院前                         | 鳥取県       | 東伯郡三朝町   | ▲ |                                                    |
| 三朝温泉入口                       | 鳥取県       | 東伯郡三朝町   | ▲ |                                                    |
| 三朝温泉（三朝商工センター）       | 鳥取県       | 東伯郡三朝町   | ▲ |                                                    |
| 燕趙園                             | 鳥取県       | 東伯郡湯梨浜町 | △ | 岡山・倉敷・児島行1本のみ停車 （休園日は入らない） |
| はわい温泉（望湖楼前）             | 鳥取県       | 東伯郡湯梨浜町 | ▲ |                                                    |

## 運行経路
- 倉敷市（児島地域）内 - 国道430号 - 倉敷市（倉敷地域）内 - 国道429号 - 岡山県道162号岡山倉敷線 - 岡山市内 - 国道53号 - 岡山IC - 岡山自動車道 - 中国自動車道 - 米子自動車道 - 湯原IC - 国道313号 - 鳥取県道312号倉吉環状線 - 鳥取県道38号倉吉福本線 - 鳥取県道205号木地山倉吉線 - 国道179号 - 鳥取県道21号鳥取鹿野倉吉線 - 三朝温泉 - 鳥取県道29号三朝東郷線 - 鳥取県道185号東郷湖線 - はわい温泉

## 運行回数
- 昼行3往復（運行初日と最終日は2.5往復）
  - 原則として、冬季（今シーズンは2008年1月5日 - 3月16日）のみ運行。

## 車内設備
- 4列シート